# (6848) Casely-Hayford
(6848) Casely-Hayford ist ein Asteroid des äußeren Hauptgürtels, der am 7. November 1978 von den US-amerikanischen Astronomen Eleanor Helin und Schelte John Bus am Palomar-Observatorium (IAU-Code 675) auf dem Gipfel des Palomar Mountain etwa 80 Kilometer nordöstlich von San Diego in Kalifornien entdeckt wurde.
Benannt wurde der Asteroid am 27. August 2019 nach der sierra-leonischen Feministin, Rechtsanwältin und Schriftstellerin Adelaide Smith Casely Hayford (1868–1960), die ab 1914 zur führenden Frauenrechtlerin Sierra Leones und von 1923 bis 1940 eine Girls’ Vocational School in Freetown leitete.
Der Himmelskörper gehört der Themis-Familie an, einer Gruppe von Asteroiden, die nach (24) Themis benannt ist.